# Serafín Paoli
Serafín Paoli fue un notable actor cómico argentino con una larga trayectoria.

## Carrera
Iniciado profesionalmente en el teatro en la década de 1930, Serafín Paoli brilló de manera sobresaliente en roles de reparto durante la época de oro del cine argentino. Compartió escenas con colosos de la escena nacional argentina como Tita Merello, María Turgenova, Mario Soficci, Florén Delbene, Libertad Lamarque, Ángel Magaña, Francisco Petrone, Agustín Irusta, Mario Fortuna, Luis Sandrini, entre muchos otros. Trabajó para directores como José Agustín Ferreyra, Luis Saslavsky, Luis César Amadori, Antonio Botta, Lucas Demare y Luis Mottura.
Fue integrante de un conjunto filodramático llamado Los distraídos del barrio de San Cristóbal, junto con los actores Juan Martín Celia, Juan Dardés y Luis Laino. Alcanzó mucha popularidad gracias a la Compañía dirigida por Alberto Vaccarezza con quien actuó en la versión original del Conventillo de la Paloma. En teatro se lució en el género de la comedia junto con estrellas como Carmen Llambí, Sofía Merli y Orestes Caviglia, con quienes formó parte de la Compañía de sainetes que se estrenó en el Teatro Colón. Hizo varias obras teatrales con primeros actores del momento como Alfonso Amigo, Francisco Charmiello, Héctor Ferraro, Benita Puértolas, Pedro Aleandro, Elisardo Santalla, Manolita Serra, Jorge de la Riestra, Zoe Ducós y Miriam Sucre.

## Filmografía
- 1952: Mi hermano Esopo (Historia de un Mateo).
- 1950: Escuela de campeones
- 1941: Tierra adentro.
- 1941: Águila Blanca.
- 1940: Corazón de turco.
- 1940: Sinvergüenza.
- 1939: Bartolo tenía una flauta
- 1938: Puerta cerrada
- 1931: Muñequitas porteñas[2]

## Teatro
- 1949: La fiesta de Santa Rosa
- 1949: El cabaret de Montmartre
- 1948: Los muertos, de Florencio Sánchez, que con dirección de Mario Danesi, lo representó en el Teatro Nacional Cervantes.
- 1947: Juan Francisco Borges.
- 1940: Bataclán porteño, con libros y música de Carlos Romeu y Carlos Pibernat, junto a Delfina Fuentes.